# Vrijgraaf
Een Vrijgraaf was een richter naar oorspronkelijk oud-westfaalse wetten. Een vrijgraaf was een vertegenwoordiger van de zogenaamde vrijstoel. Een vrijstoel besloeg een bepaald gebied, vaak meestal gelijk aan de gouwen uit de Karolingische tijd. De vrijgraaf vindt zijn oorsprong bij de Saksen. Na onderwerping van de Saksen door Karel de Grote bleef het aloude veemgericht nog een lange tijd bestaan. De oudst bekende voorzittende vrijgraaf Berend de Dücker werd in 1430 in 't Walfort in het oosten van de graafschap Zutphen benoemd.

## Geschiedenis

### Benoeming
In principe kon iedereen vrijgraaf worden als men vrij man en christen was. De Keizer benoemde een bisschop tot stoelheer, de bisschop was als stoelheer diegene die bij machte was een vrijstoel op te richten. Hij mocht dus een vrijgraaf benoemen, en meedelen in de winst. De aartsbisschop was op zijn beurt weer toezichthouder op de stoelheren.

### Procedure
Bij de procedure die gevolgd werd liet de vrijgraaf de aanklager een plechtige eed zweren. De aanklager moest dan geknield zitten en de beide voorste vingers (waarschijnlijk de wijs- en middelvinger) op het zwaard leggen. Hij moest plechtig zweren dat de aanklacht rechtvaardig, deugdelijk en waar was. Dan vond de verveming plaats en werd de naam van de beschuldigde in het bloedboek geschreven. De uitvoering van het vonnis werd aan vrijschepenen opgedragen. Deze laatsten bleven in principe anoniem. In de praktijk wisten de meesten wel wie de schepenen waren.